# Ali Hussein Abdallah
Ali Hussein Abdallah (ur. w 1951 w Seriine al-Fawqa w Dolinie Bekaa) – libański chirurg i polityk, szyita, członek władz Amalu, minister turystyki w rządzie Rafika al-Haririego w latach 2003–2004 oraz minister młodzieży i sportu w gabinecie Sada al-Haririego w latach 2009–2011.